# Baltika
"Baltika" se redireccionó. para otros usos, Báltica

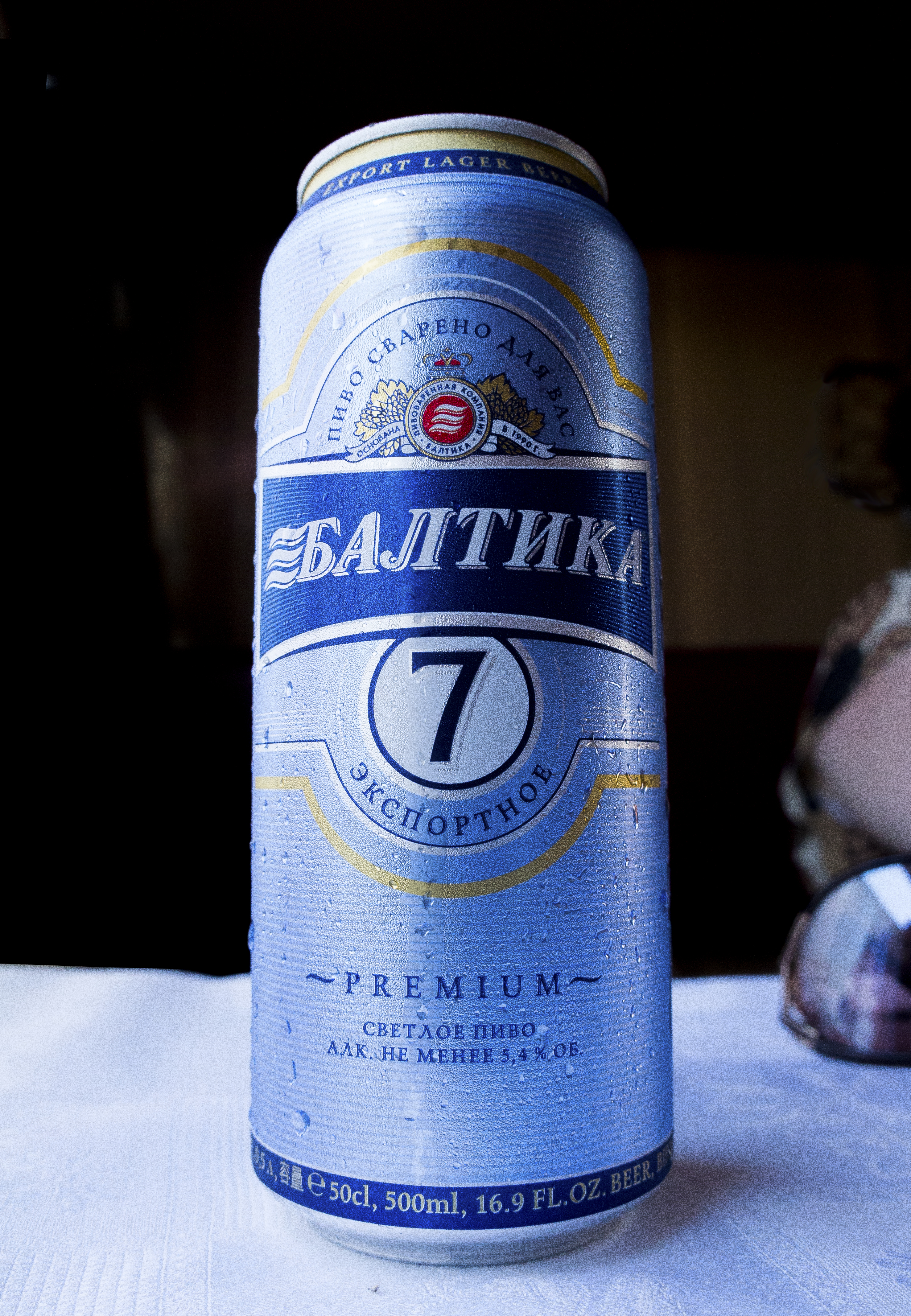
Lata de cerveza Baltika.

Baltika (en ruso: Балтика) es una empresa de cerveza con sede en San Petersburgo, Rusia. Es la compañía cervecera más grande de Europa del Este y la segunda fabricante de toda Europa con una producción de más de 40 millones de barriles, siendo solo superada en ese continente por Heineken.
La compañía comenzó su producción en 1990, y fue privatizada en 1992. Tras consolidarse en el mercado ruso a mediados de la década de 1990, la empresa comenzó su expansión internacional. El 89.01% de las acciones de la empresa pertenecen a Baltic Beverages Holding, una subsidiaria del Grupo Carlsberg. 
Baltika posee dieciocho fábricas, de las cuales once están en diferentes puntos de Rusia. Además de las plantas de Baltika, BBH opera también otras diez marcas menores. La marca cuenta con una mayor presencia de mercado en Rusia y los países de la Comunidad de Estados Independientes.